# Golofa incas
Golofa incas är en skalbaggsart som beskrevs av Hope 1837. Golofa incas ingår i släktet Golofa och familjen Dynastidae. Inga underarter finns listade i Catalogue of Life.